# Миња Војводић
Миња Војводић (Колашин, 31. август 1942 — Београд, 17. јун 2014) био је српски глумац и каскадер.

## Биографија
Познати српски каскадер и глумац споредних улога као четворогодишњак је стигао у Београд у коме је завршио средњу економску школу. Импозантне физичке грађе Миња је спадао у жестоке момке са Палилуле. Бавио се дизањем тегова и пливањем краул стилом. Због своје мишићаве грађе и доброг знања немачког језика, играо је у познатим немачким филмовима о Индијанцима („Винету“) који су рађени по делима Карла Маја. Путујући по Франкфурту, Дортмунду, Кобленцу, Келну, Хамбургу провео је 20 година на релацији Југославија - Немачка. У тадашњој Источној Немачкој је стекао знатну популарност.
У многим филмовима био је раме уз раме са познатим српским каскадерима као што су Бата Камени, Миомир Радевић Пиги, Михајло Животић Мики, Славољуб Плавшић Звонце, Зоран Вранов.
Био је ожењен Јасмином и имао је ћерку Ирену.

## Улоге
| Год.       | Назив                                             | Улога                         |
| ---------- | ------------------------------------------------- | ----------------------------- |
| 1960.-те   |                                                   |                               |
| 1965.      | Благо Астека (немачко-француско-италијански филм) |                               |
| 1966.      | Штићеник                                          | Силеџија                      |
| 1967.      | Буђење пацова                                     | Поштар                        |
| 1968.      | Пре истине                                        | Хулиган                       |
| 1968.      | Брат доктора Хомера                               |                               |
| 1969.      | Мост                                              | Партизан                      |
| 1970.-те   |                                                   |                               |
| 1971.      | Чудо                                              |                               |
| 1972.      | Униформе (ТВ мини серија)                         |                               |
| 1972.      | Болани Дојчин (ТВ)                                |                               |
| 1972.      | Тецумсех (немачки филм)                           | Црни орао                     |
| 1972.      | Пуковниковица                                     | Сеоски крчмар                 |
| 1973.      | Пикник на фронту (кратки филм)                    | Болничар 2                    |
| 1973.      | Слуга (кратки филм)                               | Разбојник                     |
| 1973.      | Наше приредбе (ТВ серија)                         |                               |
| 1974.      | Потомак (ТВ кратки филм)                          |                               |
| 1974.      | СБ затвара круг                                   | Црни                          |
| 1974.      | Дервиш и смрт                                     | Стражар                       |
| 1975.      | Повратак лопова (ТВ)                              | Кондуктер у возу              |
| 1975.      | Синови                                            | Кочијаш Павле                 |
| 1975.      | Девојка са Биокова (кратак филм)                  |                               |
| 1975.      | Црвена земља                                      | Вакићев ађутант               |
| 1975.      | Дечак и виолина                                   |                               |
| 1975.      | Песма (ТВ серија)                                 |                               |
| 1976.      | Зрачење (Кратки филм)                             |                               |
| 1976.      | Комесар (немачка серија)                          | Стинга                        |
| 1978.      | Љубав и бијес                                     |                               |
| 1978.      | Тигар                                             |                               |
| 1978.      | Старица (немачка серија)                          |                               |
| 1978.      | Коноба грешне ћерке (ТВ)                          |                               |
| 1980.-те   |                                                   |                               |
| 1981.      | Човек који је појео вука (ТВ)                     | Сељак чија је каца            |
| 1981.      | Дечко који обећава                                | Студент                       |
| 1981.      | Сок од шљива                                      | Радник у мотелу               |
| 1981.      | Лов у мутном                                      | Воја                          |
| 1982.      | Савамала                                          | Агент жандармерије            |
| 1982.      | Докторка на селу (серија)                         | Председник општине            |
| 1982.      | Вариола вера                                      | Службеник ЈАТ-а               |
| 1984.      | Још овај пут                                      | Робијаш наратор               |
| 1984.      | Маховина на асфалту                               | Миломир                       |
| 1984.      | Карађорђева смрт (ТВ)                             |                               |
| 1984.      | Тимочка буна                                      | Петко                         |
| 1984.      | Како сам систематски уништен од идиота            | Камионџија                    |
| 1984.      | Проклета авлија (ТВ)                              |                               |
| 1984.      | Мољац                                             |                               |
| 1985.      | Жикина династија                                  |                               |
| 1985.      | Ћао инспекторе                                    | Човек са бициклом             |
| 1985.      | Шест дана јуна                                    | Милиционер                    |
| 1986.      | Секула и његове жене                              |                               |
| 1986.      | Развод на одређено време                          |                               |
| 1986.      | Одлазак ратника, повратак маршала (серија)        |                               |
| 1986.      | Сиви дом (серија)                                 | Возач камиона                 |
| 1987.      | Место сусрета Београд (ТВ)                        | Аукционар                     |
| 1987.      | Waitapu                                           | Валенса                       |
| 1987.      | И то се зове срећа (серија)                       | Представник из иностранства   |
| 1987.      | Криминалци                                        | Притворски чувар              |
| 1987.      | Вук Караџић (серија)                              | Станоје Главаш                |
| 1988.      | Портрет Илије Певца (мини-серија)                 | Сељак                         |
| 1988.      | Шпијун на штиклама                                | Обезбеђење                    |
| 1988.      | Сунцокрети                                        | поштар                        |
| 1988.      | Сентиментална прича (ТВ)                          | Инспектор                     |
| 1988.      | Четрдесет осма — Завера и издаја (мини-серија)    | Удбаш који приводи            |
| 1988.      | Доме слатки доме (серија)                         | Порезник                      |
| 1988.      | Заборављени                                       | Стари сват                    |
| 1988.      | Тајна манастирске ракије                          | Милиционер                    |
| 1989.      | Мистер Долар (ТВ)                                 | Фотограф                      |
| 1989.      | Бункер Луксузни Хотел (француски филм)            |                               |
| 1990.-те   |                                                   |                               |
| 1990.      | Под жрвњем                                        | Тоша, кафеџија                |
| 1990.      | Цубок                                             |                               |
| 1990.      | Заборављени (серија)                              | Ловац/Стари сват              |
| 1990.      | Бољи живот 2 (серија)                             | Милиционер                    |
| 1991.      | Кућа за рушење (ТВ)                               |                               |
| 1991.      | Ноћ у кући моје мајке                             | Радник                        |
| 1991.      | Глава шећера (ТВ)                                 | Мијат                         |
| 1991.      | Српкиња                                           | Шверцер                       |
| 1991.      | Свемирци су криви за све                          | кандидат еколошке странке     |
| 1992.      | Дама која убија                                   | Силеџија                      |
| 1992.      | Секула невино оптужен                             |                               |
| 1992.      | Црни бомбардер                                    | Полицајац                     |
| 1992.      | Булевар револуције                                | Члан комисије на испиту       |
| 1993.      | Обрачун у Казино кабареу                          | Човек за шанком               |
| 1993.      | Три карте за Холивуд                              | Слово „Д“                     |
| 1994.      | Голи живот                                        | Cват/Војни полицајац          |
| 1994.      | Дневник увреда 1993                               |                               |
| 1994.      | Вуковар, једна прича                              | Пљачкаш                       |
| 1995.      | Провалник                                         | Инспектор                     |
| 1995.      | Тамна је ноћ                                      | Батинаш Српске државне страже |
| 1995.      | Театар у Срба (серија)                            |                               |
| 1996.      | Срећни људи 2 (серија)                            | Шофер                         |
| 1996.      | Довиђења у Чикагу                                 | Обијач                        |
| 1996-1997. | Горе доле (серија)                                | Лифтбој                       |
| 1997.      | Балканска правила                                 | Ложач                         |
| 1998.      | Враћање                                           | Најављивач бокс меча          |
| 1998.      | Купи ми Елиота                                    | Кувар                         |
| 1998-1999. | Породично благо (серија)                          | Радник обезбеђења у суду      |
| 2000.-те   |                                                   |                               |
| 2002.      | Породично благо 2 (серија)                        | Радник у трезору              |
| 2002.      | Држава мртвих                                     | Возач аутобуса                |
| 2003.      | Сироти мали хрчки 2010                            | Агент из зграде               |
| 2009.      | Горки плодови (серија)                            | Радник пропале фирме          |